# Svenska cupen i fotboll för damer 2000/2001
Svenska cupen i fotboll för damer 2000/2001 var den 20:e säsongen av huvudcupen för damer i Sverige. Cupen vanns av Umeå IK FF med 2-1 i finalen mot Djurgårdens IF

## Omgång 1
1 Åkarps IF (III) - Lörby IF (II), 0 – 2

2 Bunkeflo IF (III) - Älmhults IF (III), 3 – 1

3 Hallands Nations FF (III) - IFK Värnamo (III), 2 – 3

4 Landsbro IF (III) - IFK Hässleholm (II), 0 – 4

5 Tölö IF (III) - Torslanda IK (III), 3 – 2

6 IFK Valla (III) - Romelanda UF (III), 0 – 1

7 Göta BK (III) - Herrestads AIF (III), 5 – 0

8 Hällesåkers IF (III) - Vallens IF (II), 1 – 2

9 Åsebro IF (III) - Skepplanda BTK (II), 1 – 10

10 Ahlafors IF (III) - Skoftebyns IF (II), 3 – 2

11 Växjö FF (III) - Södra Sandby IF (III), 7 – 1

12 IFK Nyköping (III) - Norsborgs FF (III), 0 – 7

13 Reymersholms IK (III) - Skå IK (II),

Reymersholm har utgått, Skå IK vidare till 2:a omgången.

14 Enskede IK (III) - Hargs BK (III), 1 – 0

15 P18 (III) - Hässelby SK (II)

Hässelby SK har utgått, P18 vidare till 2:a omgången.

## Omgång 2
16 Lörby IF (II) - IF Trion (I), 0 – 3

17 Bunkeflo IF (III) - Husie IF (I), 2 – 4

18 IFK Värnamo (III) - Hammenhögs IF (II), 2 – 3

19 Växjö FF (III) - IFK Hässleholm (II), 1 – 2

20 Eneby BK (III) - Rödsle BK (II), 1 - 4

21 IF Eksjö (III) - Borås GoIF (III), 3 - 0

22 Romelanda UF (III) - Tölö IF (III), 5 - 4 

23 Göta BK (III) - Vallens IF (II), 1 - 0

24 Skepplanda BTK (II) - IK Zenith (I), 3 - 4

25 Stångenäs AIS/ Lysekils FF (III) - Falköpings KIK (II), 1 - 7

26 Lundby IF (III) - IF Norrvalla (II), 1 - 3

27 Ahlafors IF (III) - Lindome GIF (II), 1 - 4

28 Norsborgs FF (III) - Tunafors SK (I), 2 - 1

29 Skå IK (II) - Dalhem IF (I), 2 - 1

30 Grums IK FK (III) - Karlslunds IF DF (I), 0 - 9

31 Örebro SK Ungdom (III) - QBIK, Karlstad (I), 0 - 11

32 Husqvarna FF (II) - BK Kenty DFF (I), 1 - 4

33 Enskede IK (III) - Tyresö FF (II), 3 - 1

34 P18 (III) - Stuvsta IF (III), 3 - 1

35 Triangelns IK (II) - Rågsveds IF (I), 1 - 9

36 Edsbergs IF (III) - Huddinge IF (II)4 - 2

37 Vasalunds IF (III) - Värmdö IF (III), 11 - 2

38 Bråtens IK (III) - Borens IK (II), 2 - 3

39 IK Tun/Stigtomta IF (III) - Rönninge Salem FF (II), 3 - 1

40 FoC Farsta (III) - Rimbo IF (II), 4 - 2

41 IF Bromma pojkarna (III) - Västerås IK (III), 1 - 0

42 Östhammars SK (III) - FK Bromma (III), 3 - 0

43 Frövi IK (III) - Gustafs GoIF (II), 5 - 1

44 Norrby SK (III) - AIK (I), 0 - 5

45 Stora Tuna IK (III) - Västanfors IF (II), 1 - 0

46 Östervåla IF (III) - Västerås BK 30 (II), 1 - 0

47 Kvarnsvedens IK (III) – Gideonsbergs IF (I), 1 - 3

48 Marma Mehede IF (III) - IF Team Hudik (II), 1 - 4

49 Ljusdals IF (III) - IFK Gävle (II), 1 - 3

50 Brunflo FK (III) - Sundsvalls DFF (I), 3 - 4

51 Essviks AIF (III) - Krokom/Dvärsätts IF (III), 3 - 0

52 Hägglunds Io FK (III) - IFK Strömsund (III), 6 - 0

53 Nysätra IF (III) - Alviks IK (II), 0 - 7

54 Trångfors IF (II) - Morön BK (I), 3 - 4

55 Sörfors IF (III) - Piteå IF (II), 0 - 11

56 Älvsby IF (III) - Bergsbyn SK (II), 2 - 3

57 Infjärdens SK (III) - Umeå Södra FF (I), 0 – 5

## Omgång 3, speldag 24 maj 2001
58  IF Eksjö (III) - Borens IK (II), 3 - 0

59  IFK Hässleholm (II) - Husie IF (I), 1 - 4

60  Hammenhögs IF (II) - IF Trion (I), 1 - 2

61  Rödsle BK (II) - BK Kenty (I), 2 - 5

62  IF Norvalla (II) - IK Zenith (I), 0 - 5

63  Romelanda UF (III) - Falköpings KIK (II), 0 - 10

64  Göta BK (III) - Lindome GIF (II), 0 - 4

65  Frövi IK (III) - QBIK, Karlstad (I), 0 - 4

66  Stora Tuna IK (III) - Karlslunds IF (I), 0 - 5

67  FoC Farsta (III) - P18 (III), 7 - 0

68  Edsbergs IF (III) – Gideonsbergs IF (I), 0 - 3

69  Vasalunds IF (III) - AIK (I), 2 - 3

70  IK Tun/Stigtomta IF (III) - Enskede IK (III), 1 - 6

71  IF Brommapojkarna (III) - Rågsveds IF (I), 0 - 9

72  Norsborgs FF (III) - Skå IK (II), 3 - 2 

73  Östhammars SK (III) - IFK Gävle (II), 1 - 7

74  Östervåla IF (III) - IF Team Hudik (II), 1 - 2

75  Hägglunds IoFK (III) - Umeå Södra FF (I), 0 - 6

76  Piteå IF (II) - Alviks IK (I), 2 - 7

77  Essviks AIF (III) - Sundsvalls DFF (I), 2 -3

78  Bergsbyn SK (II) - Morön BK (I), 1 - 3

## Omgång 4
81 IF Eksjö (III) - BK Kenty DFF(I), 3 - 0

82 Husie IF (I) - Malmö FF, (A), 0 - 8

83 IF Trion (I) - Kristianstad/Wä DFF (A), 4 - 0

84 Falköpings KIK (II) - IK Zenith (I), 2 - 5

85 Lindome GIF (II) - Kopparbergs/Landvetters IF (A), 1 - 11

86 QBIK, Karlstad (I) - Holmalunds IF Alingsås (A), 6 - 5

87 Karlslunds IF (I) – Mallbackens IF (A), 19.00, 0 - 3

88 FoC Farsta (III) - Djurgårdens IF(A), 0 - 8. 

89 Enskede IK (III) - Bälinge IF (A), 1 - 5

90 Norsborgs FF (III) - Rågsveds IF (I), 0 - 1

91 AIK (I) - Hammarby IF (A), 1 - 7

92 Gideonsbergs IF (I) – Älvsjö AIK FF (A), 0 - 1

93 IFK Gävle (II) - IF Team Hudik (II), 3 - 0

94 Umeå Södra FF (I) - Sundsvalls DFF (I), 1 - 0

95 Morön BK (I) - Umeå IK FF (A), 0 - 10

96 Alviks IK (I) – Sunnanå SK (A), 5 - 6.

## omgång 5
97  IF Trion (I) - Malmö FF, (A), 2-4

98  IF Eksjö Fotboll (III) - Kopparbergs/Landvetter IF (A), 0-13

99  IK Zenith (I) – Mallbackens IF (A), 2-4

100 QBIK, Karlstad (I) – Älvsjö AIK FF (A), 1-6

101  Rågsveds IF (I) - Djurgårdens IF DFF (A), 4-6 

102 IFK Gävle (II) – Hammarby IF (A), 3-2

103  Bälinge IF (A) - Umeå IK FF (A), 0-1

104  Umeå Södra FF (I) – Sunnanå SK (A), 1-3

## Kvartsfinal
105  Kopparbergs/Landvetter IF - Umeå IK FF, 0 – 1

106  Sunnanå SK – Älvsjö AIK FF, 0 – 8

107  IFK Gävle - Djurgårdens IF, 0 – 8

108  Mallbackens IF - Malmö FF, 2 – 3

## Semifinal
Djurgårdens IF – Älvsjö AIK FF, 6 – 1
 
110  Umeå IK FF- Malmö FF, 2 – 1

## Final
|  | 18 september 2001 | Djurgårdens IF | 1 – 2   | Umeå IK FF                    | Studenternas IP       |                       |
|  |                   | Sara Thunebro  | (1 – 2) | Hanna Ljungberg Frida Östberg | Uppsala Publik: 1 306 | Uppsala Publik: 1 306 |
|  |                   |                |         |                               | Uppsala Publik: 1 306 | Uppsala Publik: 1 306 |
|  |                   |                |         |                               | Uppsala Publik: 1 306 | Uppsala Publik: 1 306 |